# Madame Satã (filme)
Madame Satã é um filme franco-brasileiro de 2002, do gênero drama biográfico, dirigido por Karim Aïnouz e escrito por ele, Marcelo Gomes e Sérgio Machado. O filme retrata a vida polêmica do artista e transformista João Francisco dos Santos, mais conhecido como Madame Satã. É protagonizado por Lázaro Ramos no personagem-título e conta ainda com Marcélia Cartaxo, Flávio Bauraqui, Emiliano Queiroz e Renata Sorrah nos demais personagens principais.
O filme teve estreia na mostra Um Certo Olhar do Festival de Cannes em 19 de maio de 2002 e foi lançado no Brasil a partir de 8 de novembro de 2002. Foi bem recebido pela crítica, em especial pela atuação do elenco e as direções de fotografia e arte, e foi indicado a diversos prêmios. Madame Satã teve um desempenho modesto nos cinemas, gerando uma receita de R$ 1.155.180,00. Em novembro de 2015 o filme entrou na lista feita pela Associação Brasileira de Críticos de Cinema dos 100 melhores filmes brasileiros de todos os tempos.
Por suas atuações no filme, Lázaro Ramos e Marcélia Cartaxo foram premiados pela Academia Brasileira de Cinema com o Grande Otelo de melhor ator e melhor atriz, respectivamente. Renata Sorrah também foi indicada ao prêmio na categoria de melhor atriz coadjuvante, enquanto que Flávio Bauraqui e Emiliano Queiroz foram indicados na categoria de melhor ator coadjuvante. Lázaro também foi premiado com o Prêmio APCA de melhor ator de cinema e o Prêmio Guarani de melhor ator.

## Sinopse
O filme retrata a vida da referência na cultura marginal urbana do século XX, o célebre transformista João Francisco dos Santos- malandro, artista, presidiário, pai adotivo de sete filhos, negro, pobre, homossexual - conhecido como "Madame Satã" e frequentador do bairro boêmio da Lapa, no Rio de Janeiro. Mostra seu círculo de amigos, antes de se transformar no mito Madame Satã, lendária personagem da boêmia carioca.

## Elenco
- Lázaro Ramos como João Francisco dos Santos "Madame Satã"
- Marcélia Cartaxo como Laurita
- Flávio Bauraqui como Tabu
- Renata Sorrah como Vitória dos Anjos
- Emiliano Queiroz como Amador
- Giovana Barbosa como Firmina
- Fellipe Marques como Renatinho
- Ricardo Blat como José
- Guilherme Piva como Álvaro
- Floriano Peixoto como Gregório
- Gero Camilo como Agapito
- Gláucio Gomes como Gordo no Danúbio
- Orã Figueiredo como policial
- Karine Teles como ruiva na janela

## Produção
Madame Satã foi o primeiro longa-metragem da carreira do cineasta Karim Aïnouz. O filme é coproduzido entre Brasil e França e a produção é assinada por Marc Beauchamps, Donald Ranvaud, Vincent Maraval, Walter Salles e Mauricio Andrade Ramos. O orçamento do filme é estimado em R$ 3.336.214,40. As filmagens ocorreram inteiramente no bairro da Lapa e regiões adjacentes, na cidade do Rio de Janeiro, onde o artista Madame Satã passou grande parte de sua vida e carreira.
Este é também o primeiro grande filme da carreira do ator Lázaro Ramos, o qual o tornou conhecido do grande público. Para desenvolver o roteiro da cinebiografia de João Francisco dos Santos, Karim Aïnouz fez uma pesquisa da vida do artista no Arquivo Nacional, em arquivos jurídicos que relatam os crimes cometidos por ele, assim como também entrevista com pessoas que conviveram com Madame Satã na prisão e no bairro da Lapa. O cineasta também visitou o túmulo da mãe do artista no agreste pernambucano.
Com exceção do protagonista, todos os personagens são fictícios e foram construídos a partir dos depoimentos de pessoas que conviveram pessoalmente com Madame Satã, como cartunista Jaguar, um de seus ex-namorados e também parceiros de malandragens.

## Lançamento
O filme teve uma grande repercussão e exibição em festivais por vários países do mundo. Sua première foi no Festival de Cannes de 2002, sendo exibido na mostra Um Certo Olhar. Em 11 de setembro de 2002, foi exibido no Toronto International Film Festival (TIFF) e em outubro esteve no Chicago International Film Festival, nos Estados Unidos. Foi lançado nos Países Baixos a partir de 9 de outubro de 2002. Com distribuição da Miramax, chegou aos cinemas do Brasil de 9 de novembro de 2002.
Ainda participou de diversos festivais de cinema, como: Oslo International Film Festival, na Noruega; Sundance Film Festival, nos Estados Unidos; Buenos Aires International Festival of Independent Cinema, na Argentina; e no Hong Kong International Film Festival. Madame Satã foi lançado comercialmente em diversos países também: Bélgica, Espanha, México, Estados Unidos, Reino Unido, Argentina, Polônia e Portugal.

## Recepção

### Resposta da crítica
Madame Satã foi bem recebido pelos críticos. A atuação de Lázaro Ramos foi amplamente elogiada, lhe rendendo diversos prêmios e indicações. No site agregador de resenhas Rotten Tomatoes, o filme mantém um índice de aprovação de 60%, com base em 43 resenhas, e uma classificação média de 6,10/10. No Metacritic, o filme tem uma pontuação média ponderada de 59 em 100, com base em 17 críticos, indicando "críticas mistas e médias".
Do Village Voice, J. Hoberman escreveu: "Pode parecer um pouco leve e, dada a extensão épica da vida de seu tema, um pouco mal traçado. Mas não há como negar o poder incendiário da atuação de Ramos - ele está presente em quase todas as cenas. O filme é tanto a história de sua transformação em Madame Satã quanto a de João Francisco" Curt Fields, em sua crítica ao The Washington Post, disse: "Filmado quase inteiramente no local com uma câmera portátil, o filme do diretor Karim Ainouz atrai você para perto. O carisma e a intensidade de Lázaro Ramos como João seguram você."
Do The New York Times, Stephen Holden escreveu: "Um retrato voluptuoso e de sangue quente de um pária social, um criminoso homossexual negro que, ao encenar seus sonhos mais vistosos de Hollywood, se reinventou transcendentemente." À Variety, David Rooney disse: "Embora seja um pouco sem forma e dramaticamente exagerado, o filme continua divertido graças ao seu assunto fascinante, visuais nítidos e desempenho central ferozmente orgulhoso."

## Prêmios e indicações

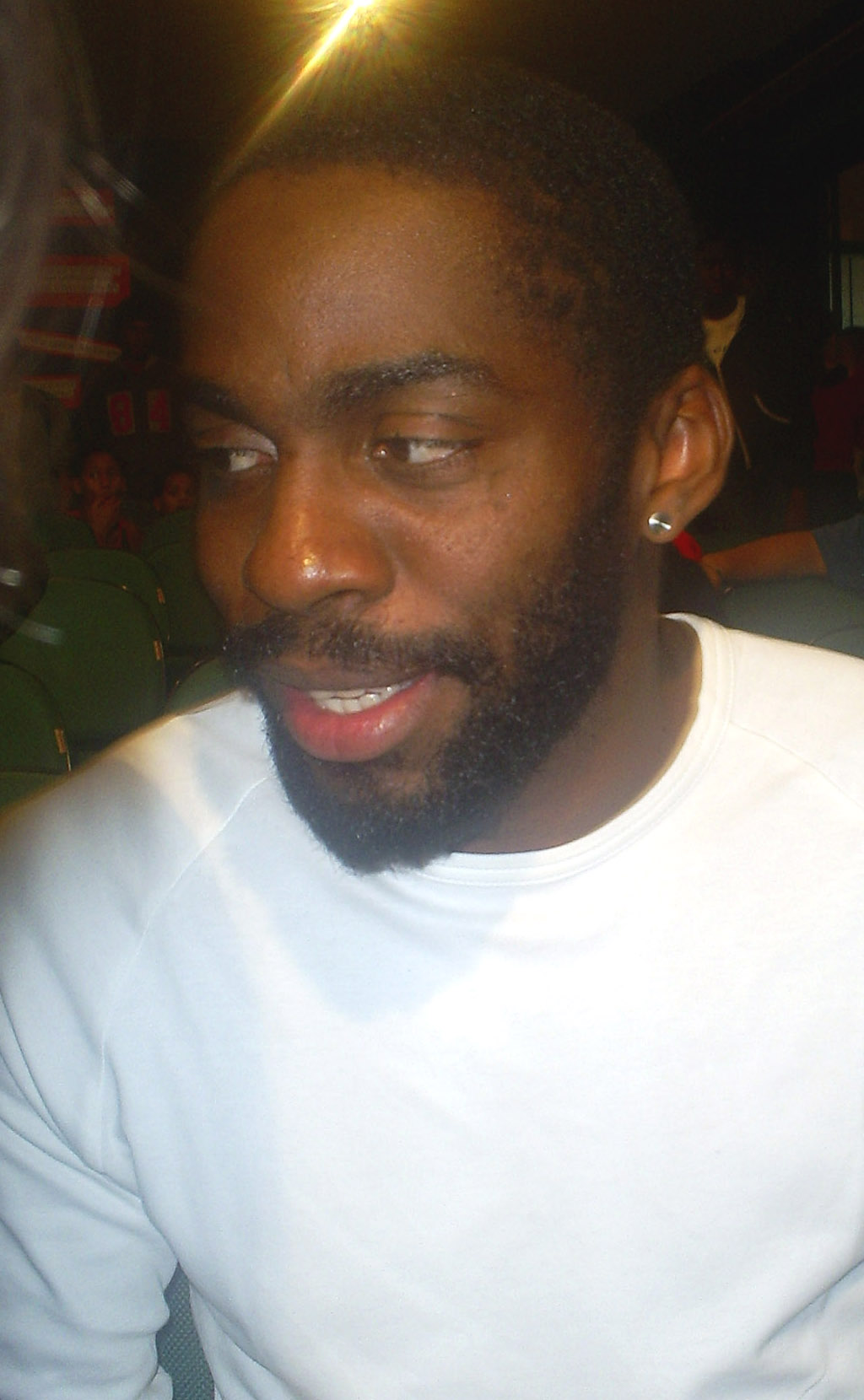
O ator Lázaro Ramos recebeu diversos prêmios por sua atuação, incluindo o Grande Otelo de Melhor Ator pela Academia Brasileira de Cinema.

O filme recebeu inúmeras indicações a prêmios nacionais e internacionais de cinema. A performance de Lázaro Ramos foi bastante elogiada e premiada. A atuação de Marcélia Cartaxo também recebeu destaque e prêmios. No Festival de Cannes, um dos mais tradicionais festivais de cinema do mundo, o filme foi indicado a dois prêmios: na mostra Um Certo Olhar e também na categoria Caméra d'Or para o diretor, então estreante, Karim Aïnouz. Na edição de 2002 do Huelva Latin American Film Festival, o filme se saiu vencedor em três categorias: melhor filme, melhor ator para Lázaro Ramos e melhor fotografia para Walter Carvalho.
O filme ainda foi premiado em vários festivais de cinema, como no Festival de Cinema de Lima, onde venceu nas categoria de melhor ator para Lázaro Ramos e melhor fotografia para Walter Carvalho, e no Festival de Cinema de Havana, onde ganhou como melhor direção de arte e levou um prêmio especial do júri de melhor diretor estreante para Karim Aïnouz. A Associação Paulista de Críticos de Arte concedeu o Prêmio APCA de melhor ator para Lázaro Ramos e melhor diretor para Karim Aïnouz em 2003.
No Grande Prêmio do Cinema Brasileiro de 2003, Madame Satã recebeu 15 indicações, incluindo: melhor filme, melhor diretor, melhor ator para Lázaro Ramos, melhor atriz para Marcélia Cartaxo, melhor atriz coadjuvante para Renata Sorrah, melhor ator coadjuvante para Flávio Bauraqui e Emiliano Queiroz, melhor roteiro original, melhor fotografia, melhor direção de arte, melhor maquiagem e figurino, melhor montagem, melhor trilha sonora e melhor som. Saiu-se vencedor em 5 dessas categorias, incluindo melhor ator e melhor atriz.
| Ano  | Associações                                               | Categoria                                   | Recipiente(s)                                         | Resultado |
| ---- | --------------------------------------------------------- | ------------------------------------------- | ----------------------------------------------------- | --------- |
| 2002 | Festival Internacional de Cinema de Cannes                | Um Certo Olhar                              | Madame Satã                                           | Indicado  |
| 2002 | Festival Internacional de Cinema de Cannes                | Caméra d'Or                                 | Karim Aïnouz                                          | Indicado  |
| 2002 | Chicago International Film Festival                       | Melhor Filme                                | Madame Satã                                           | Venceu    |
| 2002 | Huelva Latin American Film Festival                       | Colon de Ouro                               | Karim Aïnouz                                          | Venceu    |
| 2002 | Huelva Latin American Film Festival                       | Melhor Ator                                 | Lázaro Ramos                                          | Venceu    |
| 2002 | Huelva Latin American Film Festival                       | Melhor Fotografia                           | Walter Carvalho                                       | Venceu    |
| 2002 | Festival de Cinema de Havana                              | Melhor Primeiro Filme                       | Karim Aïnouz                                          | Venceu    |
| 2002 | Festival de Cinema de Havana                              | Melhor Direção de Arte                      | Marcos Pedroso                                        | Venceu    |
| 2002 | Festival Internacional de Cinema de São Paulo             | Melhor Filme (Prêmio do Júri Internacional) | Madame Satã                                           | Indicado  |
| 2002 | Festival Internacional de Cinema de São Paulo             | Prêmio Especial de Melhor Ator              | Lázaro Ramos                                          | Venceu    |
| 2003 | Prêmio ABC de Cinematografia                              | Melhor Fotografia de Longa-metragem         | Walter Carvalho                                       | Indicado  |
| 2003 | Prêmio ABC de Cinematografia                              | Melhor Direção de Arte                      | Marcos Pedroso                                        | Indicado  |
| 2003 | Prêmio ABC de Cinematografia                              | Melhor Som                                  | Aloysio Compasso, Waldir Xavier e Dominique Hennequin | Indicado  |
| 2003 | Prêmio APCA                                               | Melhor Diretor                              | Karim Aïnouz                                          | Venceu    |
| 2003 | Prêmio APCA                                               | Melhor Ator                                 | Lázaro Ramos                                          | Venceu    |
| 2003 | Buenos Aires Festival Internacional de Cine Independiente | Melhor Filme                                | Madame Satã                                           | Indicado  |
| 2003 | Buenos Aires Festival Internacional de Cine Independiente | Melhor Fotografia                           | Walter Carvalho                                       | Venceu    |
| 2003 | Grande Prêmio do Cinema Brasileiro                        | Melhor Filme                                | Madame Satã                                           | Indicado  |
| 2003 | Grande Prêmio do Cinema Brasileiro                        | Melhor Diretor                              | Karim Aïnouz                                          | Indicado  |
| 2003 | Grande Prêmio do Cinema Brasileiro                        | Melhor Ator                                 | Lázaro Ramos                                          | Venceu    |
| 2003 | Grande Prêmio do Cinema Brasileiro                        | Melhor Atriz                                | Marcélia Cartaxo                                      | Venceu    |
| 2003 | Grande Prêmio do Cinema Brasileiro                        | Melhor Ator Coadjuvante                     | Emiliano Queiroz                                      | Indicado  |
| 2003 | Grande Prêmio do Cinema Brasileiro                        | Melhor Ator Coadjuvante                     | Flávio Bauraqui                                       | Indicado  |
| 2003 | Grande Prêmio do Cinema Brasileiro                        | Melhor Atriz Coadjuvante                    | Renata Sorrah                                         | Indicado  |
| 2003 | Grande Prêmio do Cinema Brasileiro                        | Melhor Roteiro Original                     | Karim Aïnouz, Marcelo Gomes e Sérgio Machado          | Indicado  |
| 2003 | Grande Prêmio do Cinema Brasileiro                        | Melhor Fotografia                           | Walter Carvalho                                       | Indicado  |
| 2003 | Grande Prêmio do Cinema Brasileiro                        | Melhor Montagem                             | Isabela Monteiro de Castro                            | Indicado  |
| 2003 | Grande Prêmio do Cinema Brasileiro                        | Melhor Direção de Arte                      | Marcos Pedroso                                        | Venceu    |
| 2003 | Grande Prêmio do Cinema Brasileiro                        | Melhor Figurino                             | Rita Murtinho                                         | Venceu    |
| 2003 | Grande Prêmio do Cinema Brasileiro                        | Melhor Maquiagem                            | Sonia Penna                                           | Venceu    |
| 2003 | Grande Prêmio do Cinema Brasileiro                        | Melhor Trilha Sonora                        | Marcos Suzano e Sacha Amback                          | Indicado  |
| 2003 | Grande Prêmio do Cinema Brasileiro                        | Melhor Som                                  | Aloysio Compasso, Waldir Xavier e Dominique Hennequin | Indicado  |
| 2003 | Inside Out Toronto LGBT Film Festival                     | Melhor Filme ou Vídeo                       | Karim Aïnouz                                          | Venceu    |
| 2003 | Istanbul International Film Festival                      | Melhor Filme                                | Madame Satã                                           | Indicado  |
| 2003 | Mons International Festival of Love Films                 | Prêmio Kodak                                | Karim Aïnouz                                          | Venceu    |
| 2003 | Mons International Festival of Love Films                 | Melhor Ator                                 | Lázaro Ramos                                          | Venceu    |
| 2003 | Prêmio Guarani de Cinema Brasileiro                       | Melhor Filme                                | Madame Satã                                           | Indicado  |
| 2003 | Prêmio Guarani de Cinema Brasileiro                       | Melhor Diretor                              | Karim Aïnouz                                          | Indicado  |
| 2003 | Prêmio Guarani de Cinema Brasileiro                       | Melhor Ator                                 | Lázaro Ramos                                          | Venceu    |
| 2003 | Prêmio Guarani de Cinema Brasileiro                       | Melhor Atriz Coadjuvante                    | Marcélia Cartaxo                                      | Venceu    |
| 2003 | Prêmio Guarani de Cinema Brasileiro                       | Melhor Ator Coadjuvante                     | Flávio Bauraqui                                       | Indicado  |
| 2003 | Prêmio Guarani de Cinema Brasileiro                       | Melhor Revelação do Ano                     | Lázaro Ramos                                          | Venceu    |
| 2003 | Prêmio Guarani de Cinema Brasileiro                       | Melhor Roteiro Original                     | Karim Aïnouz, Marcelo Gomes e Sérgio Machado          | Indicado  |
| 2003 | Prêmio Guarani de Cinema Brasileiro                       | Melhor Montagem                             | Isabela Monteiro de Castro                            | Indicado  |
| 2003 | Prêmio Guarani de Cinema Brasileiro                       | Melhor Figurino                             | Rita Murtinho                                         | Venceu    |
| 2003 | Prêmio Guarani de Cinema Brasileiro                       | Melhor Efeitos Visuais                      | Sergio Farjalla Jr.                                   | Indicado  |
| 2003 | Festival de Cinema de Lima                                | Melhor Ator                                 | Lázaro Ramos                                          | Venceu    |
| 2003 | Festival de Cinema de Lima                                | Melhor Fotografia                           | Walter Carvalho                                       | Venceu    |
| 2003 | Festival SESC Melhores Filmes                             | Melhor Ator (voto júri)                     | Lázaro Ramos                                          | Venceu    |
| 2003 | Festival SESC Melhores Filmes                             | Melhor Ator (voto público)                  | Lázaro Ramos                                          | Venceu    |
| 2004 | Festival Internacional de Cinema de Cartagena             | Melhor Filme                                | Madame Satã                                           | Indicado  |
| 2004 | GLAAD Media Awards                                        | Melhor Filme - Lançamento Limitado          | Madame Satã                                           | Indicado  |
| 2004 | Glitter Awards                                            | Melhor Filme Estrageiro                     | Madame Satã                                           | Venceu    |